# MISIA
Cet article concerne la chanteuse japonaise. Pour la chanteuse portugaise, voir Mísia.
Misia, souvent typographié MISIA (ミーシャ, Mīsha), née le 7 juillet 1978, est une chanteuse de RnB japonaise, auteur et productrice de musique. Elle fait partie des artistes japonais ayant vendu le plus d'albums, avec plus de 30 millions de disques.

## Biographie
Née sur l'île de Tsushima, dans la Préfecture de Nagasaki, Misia déménage à 14 ans pour poursuivre une carrière de chanteuse. Là-bas, elle continue son parcours scolaire dans le secondaire et intègre brièvement l'université de Seinan Gakuin avant d'abandonner ses études afin de se concentrer sur sa carrière musicale. En 1997, elle signe avec le label BMG Japan avec l'aide du producteur Haruo Yoda.
La carrière de Misia prit de l'ampleur dès la sortie de son premier album, Mother Father Brother Sister (1998), qui devint le septième premier album le plus vendu de tous les temps, et qui lui permit de remporter deux Japan Gold Disc Awards et un Japan Record Award. En 2000, Misia sort son second album studio, Love Is the Message, qui lui veut un nouveau Japan Gold Disc Award et un Japan Record Award. Son troisième album, Marvelous (2001), hisse son single Everything en première place du classement Oricon. La chanson devient le quatrième single le plus vendu des années 2000 au Japon, ainsi que le quatrième single le plus vendu par une chanteuse solo japonaise de tous les temps. En 2001, Misia et son agence Rhythmedia signent un contrat avec Avex et créent leur propre label, Rhythmedia Tribe. Son premier album sous son label Rhythmedia Tribe, Kiss in the Sky, prend encore une fois la première place du classement Oricon, ce qui fait d'elle la quatrième artiste chanteuse solo à cumuler les albums en première place depuis ses débuts.
Après une série de succès tels que Mars & Roses, Singer for Singer et Ascension, Misia retourne à son ancien label, BMG Japan. Puis, après l'acquisition de BMG Japan par Sony Music Entertainment, Misia change de nouveau pour la filiale de Sony, Ariola Japan.
Misia a réalisé 10 albums studio et fait partie des artistes japonais ayant vendu le plus d'albums, avec plus de 30 millions de disques. Elle est une des artistes qui réalise le plus de tournées au Japon, en devenant la première artiste féminine japonaise à avoir chanté dans les cinq plus grands stades du Japon en 2004. Misia est célèbre pour sa tessiture vocale de cinq octaves et largement reconnue en tant que première superstar japonaise de R&B. En plus de sa carrière musicale, Misia s'engage dans de nombreuses causes humanitaires et autres activités de conservation de la biodiversité,,.